# Puces savantes

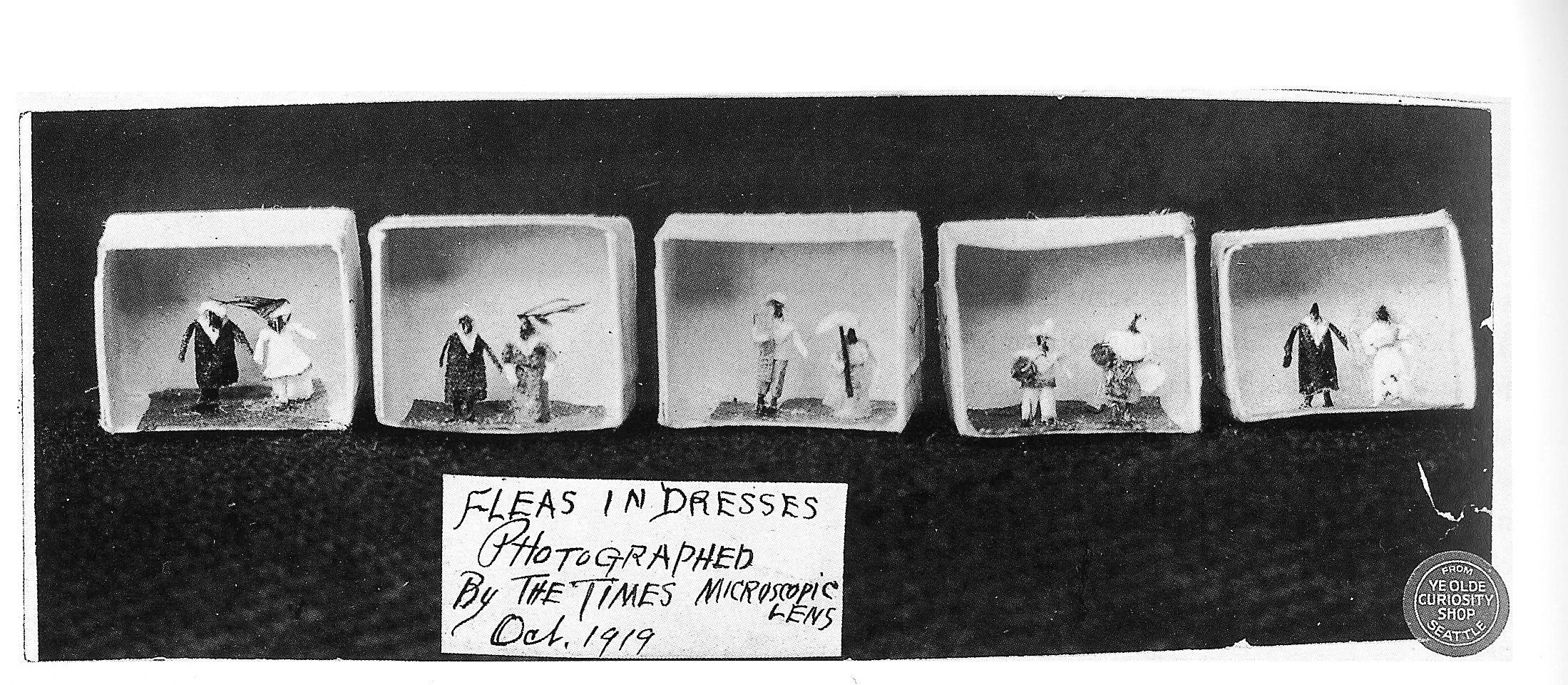
Puces habillées photographiées avec une lentille microscopique, The Seattle Times, octobre 1919.

Les puces savantes sont un spectacle de cirque dans lequel des puces sont attachées à divers objets et encouragées à réaliser divers tours.
Les puces savantes apparaissent en Angleterre sous le nom Flea Circus (« cirque de puces ») dans les années 1830. Ces spectacles atteignent leur apogée dans les années 1930 avant de disparaître complètement.

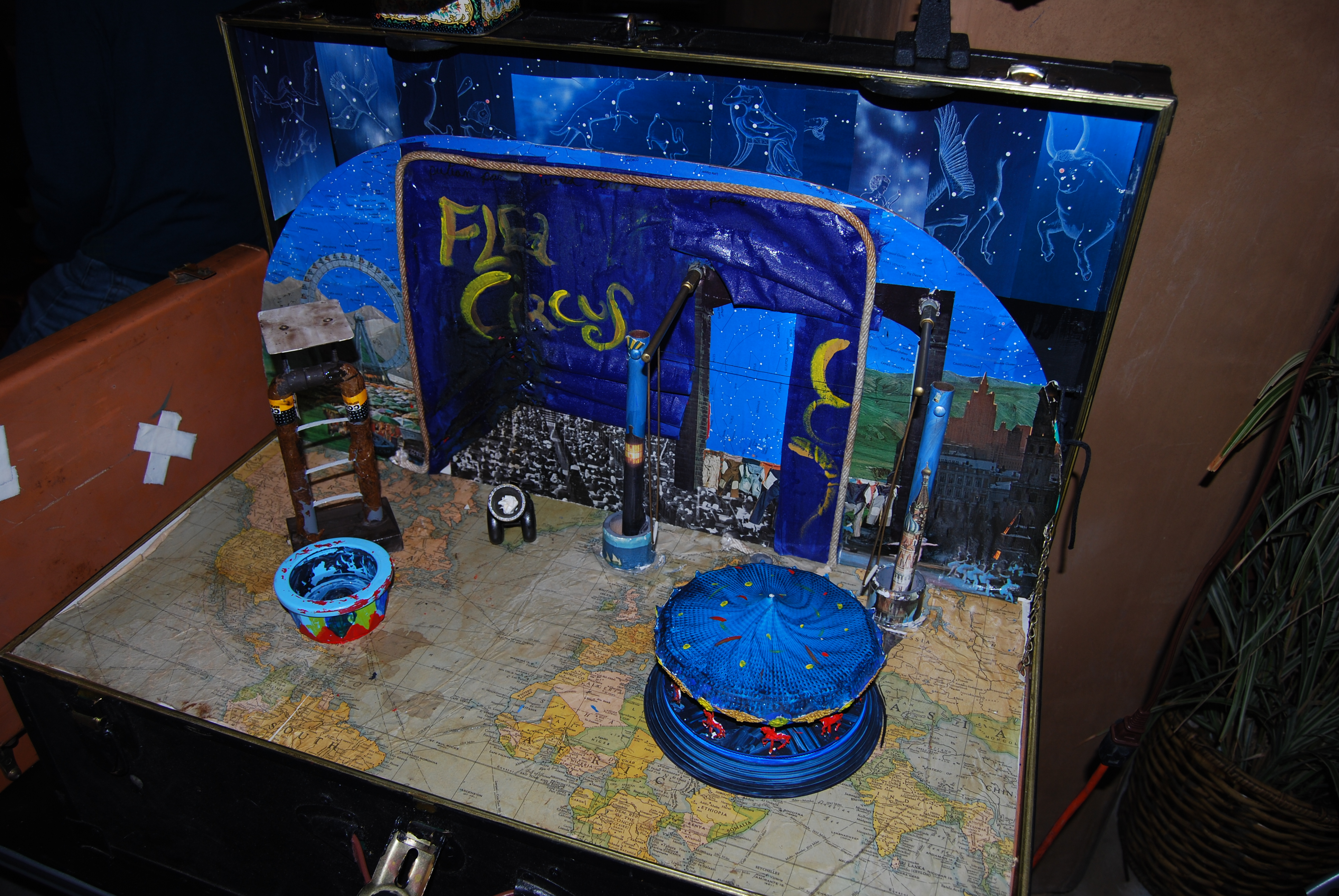
Un décor de cirque de puces